# Stenosmylus turneri
Stenosmylus turneri is een insect uit de familie watergaasvliegen (Osmylidae), die tot de orde netvleugeligen (Neuroptera) behoort. 
Stenosmylus turneri is voor het eerst wetenschappelijk beschreven door Kimmins in 1940. De soort komt voor in Queensland (Australië).